# Бенин на Светском првенству у атлетици у дворани 2024.
Бенин је учествовао на 19. Светском првенству у атлетици у дворани 2024. одржаном у Глазгову од 1. до 3. марта шести пут. Репрезентацију Бенина представљала је 1 такмичарка који се такмичили у трци на 800 метара. ,
На овом првенству Бенин је по броју освојених медаља делио 27 место са 1 освојеном медаљом (1 бронзана).
У табели успешности према броју и пласману такмичара који су учествовали у финалним такмичењима (првих 8 такмичара) Бенин је са 1 учесником у финалу делио 34. место са 6 бодова.
| Плас. | Земља | 1. место | 2. место | 3. место | 4. место | 5. место | 6. место | 7. место | 8. место | Бр. финал. | Бод. |
| ----- | ----- | -------- | -------- | -------- | -------- | -------- | -------- | -------- | -------- | ---------- | ---- |
| =6.   | Бенин | 0        | 0        | 1        | 0        | 0        | 0        | 0        | 0        | 1          | 6    |

## Учесници
Жене:
- Ноелије Јариго — 800 м

## Резултати

### Жене
| Атлетичарка    | Дисциплина | Лични рекорд | Квалификација | Квалификација | Полуфинале | Полуфинале     | Финале   | Финале | Детаљи |
| Атлетичарка    | Дисциплина | Лични рекорд | Резултат      | Место         | Резултат   | Место          | Резултат | Место  | Детаљи |
| -------------- | ---------- | ------------ | ------------- | ------------- | ---------- | -------------- | -------- | ------ | ------ |
| Ноелије Јариго | 800 м      | 1:58,48 НР   | 2:01,13 КВ    | 2. у гр. 4    | 1:59,45    | 2. у гр. 1 ЛРС | 2:03,15  |        |        |